# Počulica
Počulica (en cyrillique : Почулица) est un village de Bosnie-Herzégovine. Il est situé dans la municipalité de Vitez, dans le canton de Bosnie centrale et dans la fédération de Bosnie-et-Herzégovine. Selon les premiers résultats du recensement bosnien de 2013, il compte 466 habitants.

## Démographie

### Évolution historique de la population dans la localité
| 1948 | 1953 | 1961 | 1971 | 1981 | 1991 | 2013 |
| ---- | ---- | ---- | ---- | ---- | ---- | ---- |
| -    | -    | 412  | 573  | 681  | 739  | 466  |

|  |

### Communauté locale
En 1991, la communauté locale de Počulica comptait 1 479 habitants, répartis de la manière suivante :